# Trần Xuân Hải
Trần Xuân Hải (sinh 1949) là đại biểu Quốc hội Việt Nam khóa 11, thuộc đoàn đại biểu Gia Lai.